# La banda di Carlo Bousset
La banda di Carlo Bousset è un romanzo d'avventura con elementi umoristici e fantastico-fantascientifici per ragazzi del 1911 scritto e illustrato dall'autore italiano Yambo (Enrico Novelli). Conclude la «trilogia della fortuna», iniziata con Fortunato per forza! e proseguita con Il re dei mondi.

## Storia editoriale
La prima edizione in volume fu pubblicata da G. Scotti nel 1911, corredata con 34 disegni dell'autore; successivamente il romanzo fu riedito da Antonio Vallardi nel 1926 (con 33 tavole fuori testo) nella collana «I libri di Yambo» e ristampato nel 1933.
L'opera dopo essere entrata nel pubblico dominio è stata riedita in ebook.

## Personaggi
James WartelMiliardario americano che, dopo numerose peripezie, si ritrova a fronteggiare nuovamente l'acerrimo rivale.
Conte Carlo BoussetCriminale francese, capo della banda che dà titolo al romanzo.

## Edizioni
- Yambo, La banda di Carlo Bousset, con 34 disegni dell'autore, Roma, G. Scotti, 1911.
- Yambo, La banda di Carlo Bousset, collana I libri di Yambo, con 33 tavole fuori testo, Milano, Antonio Vallardi, 1926.
- Yambo, La banda di Carlo Bousset, Milano, Antonio Vallardi, 1933.
- Yambo, La banda di Carlo Bousset, eBook, Milano, Landscape Books, 2016.